# Ottmar Hitzfeld
Ottmar Hitzfeld (* 12. Januar 1949 in Lörrach) ist ein ehemaliger deutscher Fußballspieler und -trainer. Seine aktive Spielerkarriere verbrachte der ehemalige Stürmer überwiegend bei Vereinen aus der Schweiz und gewann mit dem FC Basel zweimal den Meistertitel. Ab 1983 betätigte sich Hitzfeld als Trainer und ab 1991 in der Bundesliga. Hitzfeld entwickelte sich zu einem der erfolgreichsten Vereinstrainer der deutschen Fußballgeschichte. Mit Borussia Dortmund wurde er zweimal deutscher Meister (1994/95, 1995/96) und gewann 1997 die UEFA Champions League. Anschließend trainierte er den FC Bayern München, den er zu fünf Meisterschaften, einem Champions-League-Titel (2001) und einem Weltpokalsieg (2001) führte. Hitzfeld ist einer von nur sechs Trainern, der mit zwei Vereinen die Königsklasse gewinnen konnte. Von 2008 bis 2014 trainierte Hitzfeld die Schweizer Nationalmannschaft und beendete nach der WM 2014 seine Karriere.

## Kindheit
Ottmar Hitzfeld wurde am 12. Januar 1949 in Lörrach geboren und ist das jüngste von fünf Kindern eines Zahnarztes. Die Familie lebte im südbadischen Stetten, einem Stadtteil von Lörrach an der Schweizer Grenze. Seinen Vornamen erhielt er in Anlehnung an Ottmar Walter, einen Fußballspieler des 1. FC Kaiserslautern und Bruder des damals schon bekannteren Fritz Walter. Ab 1960 spielte Hitzfeld für die Jugendmannschaften des TuS Stetten, 1967 wechselte er zum FV Lörrach.

## Karriere als Spieler
Zwischen 1968 und 1971 spielte Hitzfeld für den FV Lörrach in der 1. Amateurliga Südbaden, zum damaligen Zeitpunkt die dritthöchste deutsche Spielklasse. 1971 holte Trainer Helmut Benthaus den talentierten Stürmer zum FC Basel in die Schweizer Nationalliga A und Hitzfeld überzeugte vor allem durch seine Schnelligkeit und Nervenstärke vor dem gegnerischen Tor. Mit dem FC Basel gewann er zweimal die Meisterschaft (1971/72, 1972/73), einmal den Pokal (1975) sowie den Ligacup (1972). In der Saison 1972/73 war er Torschützenkönig (18 Treffer). Die Stadt Basel liegt nur etwa zehn Kilometer von Hitzfelds Heimatort entfernt, weshalb er neben seiner Spielerkarriere ein Lehramtsstudium an der Pädagogischen Hochschule in Lörrach absolvieren konnte. Dieses schloss er 1973 mit dem Staatsexamen in Mathematik und Sport für das Lehramt an Realschulen ab.
Kurz vor Beginn der Olympischen Spiele 1972 in München stieß Hitzfeld überraschend zur deutschen Auswahl und war der einzige Spieler im Kader, der sein Geld nicht in der Bundesliga verdiente. Manche hielten ihn sogar für einen Schweizer. Hitzfeld spielte ein glänzendes Turnier und wurde mit fünf Treffern hinter Bernd Nickel zweitbester Torschütze der Bundesrepublik. Die Mannschaft von Trainer Jupp Derwall gewann zwar souverän die Gruppenphase, schied aber in der Zwischenrunde aus, auch durch eine 2:3-Niederlage gegen die DDR, nachdem Hitzfeld das zwischenzeitliche 2:2 gelungen war. Insgesamt kam Hitzfeld auf acht Einsätze bei Amateur-Länderspielen.
Am 14. November 1972 bestritt er sein einziges Länderspiel für die B-Nationalmannschaft, die in Winterthur gegen die Auswahl der Schweiz mit 3:1 gewann – auch hier war er mit einem Tor erfolgreich.
1975 wechselte Hitzfeld zum VfB Stuttgart, der in die 2. Bundesliga abgestiegen war. Mit dem VfB spielte er zwei Jahre im Unterhaus und erzielte in 55 Einsätzen insgesamt 33 Tore. In der Saison 1976/77 hatte Hitzfeld mit seiner Routine und Torgefährlichkeit (22 Treffer) großen Anteil am Erfolg und der Rückkehr in die Erstklassigkeit. Er gehörte neben Dieter Hoeneß, Hermann Ohlicher und Hansi Müller zum sogenannten „100-Tore-Sturm“ (der VfB Stuttgart hatte ein Torverhältnis von 100:36), der die Liga aufmischte und große Euphorie um den Verein auslöste. Einen persönlichen Höhepunkt erlebte Hitzfeld am vorletzten Spieltag beim 8:0-Heimsieg über den SSV Jahn Regensburg (13. Mai 1977), als ihm sechs Tore gelangen und er einen Zweitliga-Rekord aufstellte, der bis heute Bestand hat. 1977/78 absolvierte Hitzfeld seine einzige Bundesliga-Spielzeit und kam verletzungsbedingt auf nur fünf Tore in 22 Einsätzen. Nach drei Jahren in Stuttgart kehrte der gesundheitlich angeschlagene Hitzfeld in die Schweiz zurück und wechselte zum FC Lugano.
Mit dem Verein aus dem Tessin stieg Hitzfeld in seiner Premierensaison 1978/79 aus der zweitklassigen Nationalliga B in die höchste Spielklasse auf. Allerdings wurde Lugano in der Folgesaison mit nur einem Sieg und sieben Punkten enttäuschender Tabellenletzter. Hitzfeld verließ daraufhin den Verein und wechselte 1980 zum FC Luzern, für den er drei Jahre in der Nationalliga A aktiv war. Im Juni 1983 beendete Hitzfeld seine aktive Spielerkarriere mit 34 Jahren.

## Karriere als Trainer

### Vereine in der Schweiz
Nach Beendigung seiner Laufbahn wollte Hitzfeld eigentlich den Vorbereitungsdienst für die Realschule in den Fächern Mathematik und Sport beginnen, doch das Staatliche Schulamt verlangte eine zusätzliche Nachprüfung, da sein Studium schon zu lange her sei. Hitzfeld lehnte ab und schlug stattdessen eine professionelle Trainerlaufbahn ein und übernahm im Sommer 1983 den SC Zug. Er führte den Verein auf Anhieb aus der Nationalliga B in die höchste Liga. Trotz des Aufstiegs verließ er den SC Zug aufgrund von Differenzen mit dem Vereinspräsidenten und nach nur einem Jahr wechselte Hitzfeld 1984 zum FC Aarau. Auch in Aarau arbeitete Hitzfeld schnell erfolgreich und wurde schon in seiner Premierensaison (1984/85) Vizemeister und gewann zum ersten Mal in der Klubgeschichte den Schweizer Cup. Im Finale am 27. Mai 1985 hatte Hitzfelds Mannschaft Neuchâtel Xamax mit 1:0 bezwungen. Nach dieser erfolgreichen Spielzeit erhielt er die Auszeichnung als Schweizer Fußballtrainer des Jahres 1985. Hitzfeld blieb drei weitere Spielzeiten beim FC Aarau, bevor er am 1. Juli 1988 zum Rekordmeister Grasshopper Club Zürich wechselte. Die Hoppers waren eine nationale Spitzenmannschaft, deren sportliches Grundgerüst aus Nationalspielern wie Martin Brunner, Marcel Koller, Mats Gren, Thomas Bickel, Wynton Rufer und Alain Sutter bestand. Als Trainer des GCZ war Hitzfeld sehr erfolgreich und wurde mit dem Klub zweimal Meister (1989/90, 1990/91), zweimal Pokalsieger (1989, 1990) sowie Supercup-Sieger (1989). Nach fünf Titeln zählte er zu den renommiertesten Trainern der Schweiz, und Bundesliga-Vereine wurden auf ihn aufmerksam. 

### Borussia Dortmund
Nach der enttäuschenden Saison 1990/1991, die Borussia Dortmund nur auf Platz zehn beendet hatte, wurde Trainer Horst Köppel am 1. Juli 1991 durch Ottmar Hitzfeld ersetzt. Der in Deutschland relativ unbekannte Hitzfeld traf bei seinem neuen Verein auf Co-Trainer Michael Henke, mit dem er die kommenden 13 Jahre zusammenarbeiten sollte. Hitzfeld traf mutige Personalentscheidungen, indem er Publikumsliebling Teddy de Beer durch den Nachwuchstorhüter Stefan Klos ersetzte und für den Angriff den Schweizer Stéphane Chapuisat verpflichtete, der 20 Tore erzielte. Nach einem mäßigen Saisonstart blieb Dortmund 19 Spiele in Serie ungeschlagen und übernahm zeitweise die Tabellenführung. Zusammen mit Eintracht Frankfurt und dem VfB Stuttgart lieferte sich der BVB einen der spannendsten Titelkämpfe der Bundesliga-Geschichte. Vor dem letzten Spieltag lagen die drei Teams punktgleich (jeweils 50:24) auf den ersten drei Plätzen. Der BVB ging als Tabellendritter in das Meisterschaftsrennen und führte ab der 9. Minute die Tabelle an, bis dem VfB Stuttgart in der 86. der Siegtreffer in Leverkusen gelang, der ihm die Meisterschaft brachte. Beide profitierten von der gleichzeitigen Niederlage des bisherigen Tabellenführers Eintracht Frankfurt. Trotz des verpassten Titels, löste die überraschende Vize-Meisterschaft aus der Saison 1991/92 eine große Euphorie rund um Borussia Dortmund aus. 
In den beiden folgenden Jahren (1992/93 und 1993/94) setzte sich Dortmund zwar in der Spitzengruppe der Bundesliga fest, jedoch waren die Leistungen zu selten konstant. Sie wurden zweimal Tabellenvierter, ohne ernsthaft in den Meisterschaftskampf einzugreifen. Auf internationaler Bühne erreichte Hitzfeld mit seiner Mannschaft im Mai 1993 erstmals seit 27 Jahren wieder ein europäisches Finale. Der BVB traf im UEFA-Pokalfinale auf den italienischen Vertreter Juventus Turin, blieb allerdings in den beiden Endspielen chancenlos (1:3, 0:3). Die ambitionierte Vereinsführung der Borussen um Manager Michael Meier und Präsident Gerd Niebaum investierte hohe Transfersummen in den Spielerkader. Somit wechselten vor allem die deutschen Nationalspieler Stefan Reuter, Matthias Sammer, Karl-Heinz Riedle, Andreas Möller und der Brasilianer Júlio César aus der italienischen Serie A zu Borussia Dortmund. Aufgrund der namhaften Verpflichtungen zählten sie vor der Saison 1994/95 zu den Titelanwärtern. Hitzfeld gelang es rund um Kapitän Michael Zorc, Matthias Sammer und Andreas Möller eine geschlossene Einheit zu formen, die auch den verletzungsbedingten Ausfall zahlreicher Leistungsträger kompensierte und setzte dabei auch auf Nachwuchstalente. Die defensiv kompakt stehenden Borussen kassierten in der Bundesliga nur 19 Gegentore und führten die Tabelle lange Zeit an. Sie lieferten sich einen intensiven Titelkampf mit Werder Bremen, der sich erst am letzten Spieltag (17. Juni 1995) entschied. Im heimischen Westfalenstadion gewann die Mannschaft mit einem Punkt Vorsprung die ersehnte erste Meisterschaft seit 1963. Der Erfolg versetzte den Verein aus dem Ruhrgebiet in einen regelrechten Ausnahmezustand. Trainer Hitzfeld, dem man aufgrund seines obligatorischen Trenchcoats und seines besonnen Auftretens den Spitznamen Gentleman verpasst hatte, attestierte man die notwendige Siegermentalität.
Hitzfeld wurde mit Dortmund in den Saisons 1994/95 und 1995/96 Deutscher Meister. In der Saison 1996/97 gelang zudem der Gewinn der Champions League, durch einen 3:1-Endspielsieg über Titelverteidiger Juventus Turin in einer Neuauflage des Finales von 1993. Nach dem Gewinn des Champions-League-Titels erklärte Hitzfeld seinen Rücktritt als Trainer. Im Anschluss an seinen Rücktritt bemühte sich Real Madrid um Hitzfeld als Nachfolger des Italieners Fabio Capello. Hitzfeld lehnte allerdings aufgrund mangelnder Sprachkenntnisse ab und trat stattdessen das Amt als Sportdirektor von Borussia Dortmund an. Sein Nachfolger als BVB-Trainer wurde Nevio Scala, mit dem der Verein im Herbst 1997 den Weltpokal gewann.

### Bayern München
Am 1. Juli 1998 wurde Hitzfeld Trainer des FC Bayern München. Mit diesem Verein gewann er in sechs Spielzeiten die deutschen Meisterschaften der Saisons 1998/99, 1999/2000, 2000/01, 2002/03 und den DFB-Pokal der Saisons 1999/2000 und 2002/03, die UEFA Champions League der Saison 2000/01 sowie den Weltpokal des Jahres 2001.
Hitzfelds bis 2005 laufender Vertrag wurde vorzeitig zum 30. Juni 2004 vom FC Bayern aufgelöst, nachdem die Mannschaft in der Saison 2003/04 keinen Titel gewonnen hatte. Die Art und Weise der Entlassung wurde in den Medien sowie innerhalb des Vereins kontrovers diskutiert. Hitzfelds Nachfolger wurde Felix Magath.
Im November 2011 gab Hitzfeld in einer Fernsehsendung des Senders Sport1 zu, dass er nach der sechsjährigen Bayern-Zeit kurz vor einem Burnout gestanden habe. Er habe selbst keine Kraft mehr gehabt, das Arbeitsverhältnis im Jahr 2004 zu beenden.
Nach dem Ausscheiden der deutschen Mannschaft bei der Europameisterschaft 2004 lag Ottmar Hitzfeld ein Angebot des DFB vor, als Nachfolger des zurückgetretenen Rudi Völler Trainer der deutschen Nationalmannschaft zu werden, was er jedoch am 1. Juli 2004 ablehnte. Da er sich vor der EM 2004 selbst als potenziellen Nachfolger Völlers ins Gespräch gebracht hatte, wurde er für die überraschende Absage heftig kritisiert. Schließlich wurde der Posten mit dem Ex-Spieler Jürgen Klinsmann besetzt.
Hitzfeld arbeitete ab Mitte 2004 zunächst nicht mehr als Fußballtrainer. Stattdessen analysierte er als Experte für den Pay-TV-Sender Premiere Bundesliga-, Champions-League- und WM-Spiele.
Im Dezember 2006 verkündete Hitzfeld, dass er seine Pause vom Trainerberuf beenden möchte und zur Saison 2007/08 wieder als Fußballtrainer arbeiten wolle. Anfragen des Hamburger SV und seines ehemaligen Vereins Borussia Dortmund für ein sofortiges Engagement als Cheftrainer zu Beginn der Rückrunde der Saison 2006/07 lehnte Hitzfeld ab.

### Zweites Mal Bayern München
Am 1. Februar 2007 trat Ottmar Hitzfeld die Nachfolge seines am Tage zuvor beurlaubten eigenen Nachfolgers Felix Magath als Trainer beim FC Bayern München an. Als Co-Trainer stand ihm erneut Michael Henke zur Seite, der Hitzfeld auch schon in der Vergangenheit bei Borussia Dortmund und beim FC Bayern assistiert hatte. Ursprünglich wollte Hitzfeld die Tätigkeit als Trainer nur bis zum Saisonende ausüben, unterschrieb jedoch am 15. März 2007 einen über die Saison 2006/07 hinausgehenden Vertrag, der bis zum 30. Juni 2008 datiert war. Am 2. Januar 2008 bestätigte Hitzfeld die Aussage von Bayern-Manager Uli Hoeneß, dass er seinen Vertrag nicht nochmals verlängern werde. Die Saison 2007/08 beendete er mit dem Gewinn des Doubles für den FC Bayern München. Sein Nachfolger wurde Jürgen Klinsmann.

### Nationalmannschaft Schweiz
Ab Sommer 2008 – nach der Europameisterschaft – trainierte Hitzfeld die Schweizer Nationalmannschaft. Dazu verlegte er seinen Wohnsitz wieder in seine Heimatstadt Lörrach. Der Vertrag mit dem Schweizer Fußballverband lief zunächst zwei Jahre bis nach der Weltmeisterschaft 2010 in Südafrika und wurde im August 2009 bis Mitte 2012 und im März 2011 vorzeitig bis 2014 verlängert.
Hitzfeld hatte bei der Schweizer Nationalmannschaft einen durchwachsenen Start in die Qualifikation für die WM 2010: Einem 2:2-Unentschieden in Tel Aviv gegen Israel nach einer 2:0-Führung für die Schweiz folgte eine 1:2-Heimniederlage gegen Luxemburg. Anschließend steigerte sich die Mannschaft unter der Leitung von Hitzfeld kontinuierlich und qualifizierte sich als Gruppenerster direkt für die Weltmeisterschaft 2010. Dort gewann die Schweiz in ihrem ersten Gruppenspiel überraschend mit 1:0 gegen den amtierenden Europameister und späteren Turniersieger Spanien. Nach einer Niederlage und einem Unentschieden in den folgenden Spielen kam dann die Mannschaft nicht über die Gruppenphase hinaus.
In der Qualifikation für die EM 2012 wurde die Schweiz Gruppendritter hinter England und Montenegro und qualifizierte sich damit nicht für die Europameisterschaft. Erfolgreicher war Hitzfeld mit der Nationalmannschaft in der Qualifikation für die WM 2014. Die Mannschaft blieb in ihrer Gruppe unbesiegt und stand bereits einen Spieltag vor Ende der Qualifikation als Endrunden-Teilnehmer fest. Zudem wurden in Freundschaftsspielen Deutschland und Brasilien besiegt. Die Schweiz belegte damit im Juni 2014 Platz 6 der FIFA-Weltrangliste. Am 17. Oktober 2013 kündigte Hitzfeld das Ende seiner Trainerkarriere nach der Weltmeisterschaft 2014 an. Bei der WM belegte die Schweiz in der Vorrunde hinter Frankreich den zweiten Gruppenplatz und erreichte somit erstmals seit 2006 das Achtelfinale, wo sie Argentinien in der Verlängerung unterlag. Mit diesem Ausscheiden beendete Hitzfeld am 1. Juli 2014 seine Trainer- und Fußballkarriere.

## Titel als Trainer
Hitzfeld ist neben Ernst Happel, José Mourinho, Jupp Heynckes, Carlo Ancelotti, Pep Guardiola und Luis Enrique einer von sieben Trainern, der die UEFA Champions League bzw. den Europapokal der Landesmeister mit zwei verschiedenen Vereinen gewann. Er schaffte dies allerdings als einziger mit zwei Vereinen aus demselben Land.
International
- Champions-League-Sieger (2): 1997 (Borussia Dortmund), 2001 (FC Bayern München)
- Weltpokalsieger: 2001 (FC Bayern München)

Schweiz
- Meister (2): 1990, 1991 (beide Grasshopper Club Zürich)
- Pokalsieger (3): 1985 (FC Aarau), 1989, 1990 (beide Grasshopper Club Zürich)
- Supercupsieger: 1989 (Grasshopper Club Zürich)
- Meister der Nationalliga B und Aufstieg in die Nationalliga A: 1984 (SC Zug)

Deutschland
- Meister (7): 1995, 1996 (beide Borussia Dortmund), 1999, 2000, 2001, 2003, 2008 (alle FC Bayern München)
- Pokalsieger (3): 2000, 2003, 2008 (alle FC Bayern München)
- Supercupsieger (2): 1995, 1996 (beide Borussia Dortmund)
- Ligapokalsieger (4): 1998, 1999, 2000, 2007 (alle FC Bayern München)

## Ehrungen als Trainer
- UEFA-Trainer des Jahres: 2001
- Weltclubtrainer laut IFFHS: 1997, 2001
- Fußballtrainer des Jahres (Deutschland) laut IFFHS: 1994, 1995, 1996, 1999, 2000
- Trainer des Jahres laut World Soccer: 1997
- Fussballtrainer des Jahres (Schweiz): 1985, 2014
- Fußballtrainer des Jahres (Deutschland): 2008
- Kicker-Trainer des Jahres: 1993, 1996, 1999, 2000, 2001, 2008
- „Persönlicher Preis des Bayerischen Ministerpräsidenten“: 2008 (im Rahmen der Verleihung des Bayerischen Sportpreises)
- „Ehrenpreis der Bundesliga“: 2010 (Würdigung als bisher erfolgreichster Bundesliga-Trainer aller Zeiten)[25][26]
- Walther-Bensemann-Preis 2014 verliehen von der Akademie für Fußball-Kultur[27]

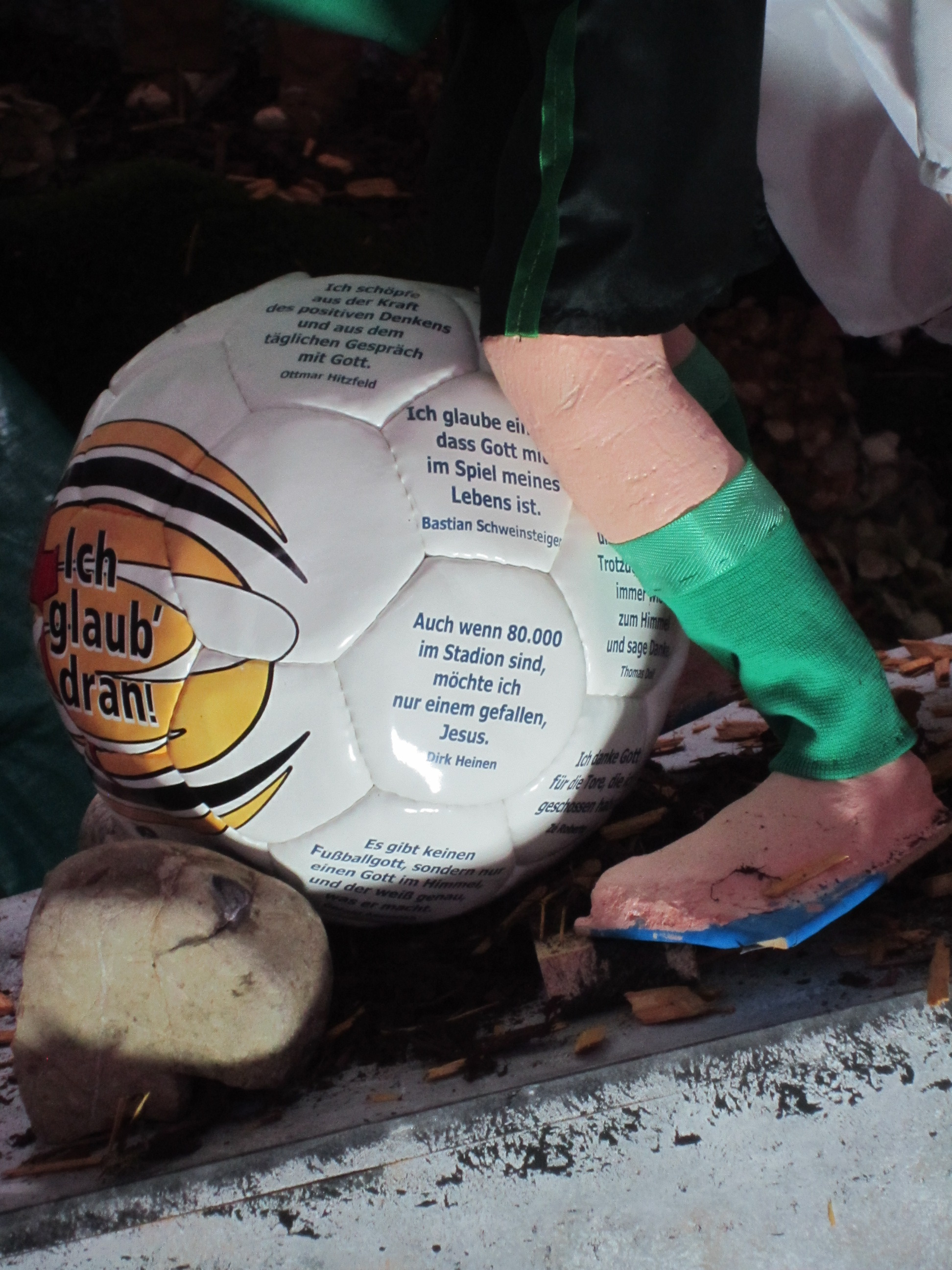
Hitzfeld-Zitat auf einem Fußball – Detail einer modernen Weihnachtskrippe in Heidelberg

## Projekte und Engagements
Ottmar Hitzfeld unterstützte das Sozialprojekt Wir helfen Afrika zur Fußball-Weltmeisterschaft 2010 in Südafrika.
Seit Juli 2008 ist Hitzfeld als Experte für den Pay-TV-Sender Sky (ehemals Premiere) tätig. Dies war er bereits zuvor von September 2004 bis Februar 2007.
Seit Oktober 2016 ist Ottmar Hitzfeld Botschafter der Sepp-Herberger-Stiftung des Deutschen Fußball-Bundes (DFB)

## Sonstiges
Ottmar Hitzfeld wird wegen seiner sachlichen Art „General“ genannt. Hitzfeld ist Neffe des Generals Otto Hitzfeld.
Die Walliser Gemeinde Staldenried taufte ihr neues, auf über 2000 Metern Höhe gelegenes Stadion mit Kunstrasenfeld im Weiler Gspon in „Ottmar Hitzfeld Gspon Arena“. Der Platz ist der höchstgelegene Fußballplatz in Europa (2008 m).
Auf einem speziell für die Fußball-Weltmeisterschaft 2006 hergestellten, international zugelassenen Turnierfußball aus fairer Produktion ist Ottmar Hitzfelds Aussage zu lesen: „Ich schöpfe aus der Kraft des positiven Denkens und dem täglichen Gespräch mit Gott.“ Er war 2014 in einer modernen Weihnachtskrippe in der Jesuitenkirche Heidelberg zu sehen.
Ottmar Hitzfeld lebt heute abwechselnd in seinem Geburtsort Lörrach sowie in der Gemeinde Engelberg (Schweiz).

## Tabellarischer Karriereüberblick
| Spielerlaufbahn | Spielerlaufbahn | Spielerlaufbahn     | Spielerlaufbahn                                                           |
| Periode | Verein          | Verein              | Titel                                                                     |
| --- | --------------- | ------------------- | ------------------------------------------------------------------------- |
| 1960–1967 | Deutschland     | TuS Lörrach-Stetten |                                                                           |
| 1967–1971 | Deutschland     | FV Lörrach          |                                                                           |
| 1971–1975 | Schweiz         | FC Basel            | 1972: Schweizer Meister 1973: Schweizer Meister 1975: Schweizer Cupsieger |
| 1975–1978 | Deutschland     | VfB Stuttgart       | 1977: Aufstieg in die 1. Bundesliga                                       |
| 1978–1980 | Schweiz         | FC Lugano           | 1979: Aufstieg in die Nationalliga A                                      |
| 1980–1983 | Schweiz         | FC Luzern           |                                                                           |
| - 1973: Schweizer Torschützenkönig (18 Tore) - Saison 1976/77, 37. Spieltag, VfB Stuttgart – SSV Jahn Regensburg 8:0 (Hitzfeld erzielte sechs Tore – bis heute in der zweiten Liga unerreicht) |                 |                     |                                                                           |

| Trainerlaufbahn | Trainerlaufbahn | Trainerlaufbahn         | Trainerlaufbahn |
| Periode | Verein          | Verein                  | Titel |
| --- | --------------- | ----------------------- | --- |
| 1983–1984 | Schweiz         | SC Zug                  | 1984: Aufstieg in NLA |
| 1984–1988 | Schweiz         | FC Aarau                | 1985: Schweizer Cupsieger |
| 1988–1991 | Schweiz         | Grasshopper Club Zürich | 1989: Schweizer Cupsieger 1989: Supercupsieger 1990: Schweizer Cupsieger 1990: Schweizer Meister 1991: Schweizer Meister                                                                                               |
| 1991–1997 | Deutschland     | Borussia Dortmund       | 1995: Supercupsieger 1995: Deutscher Meister 1996: Supercupsieger 1996: Deutscher Meister 1997: Champions League |
| 1998–2004 | Deutschland     | FC Bayern München       | 1998: Ligapokal 1999: Deutscher Meister 1999: Ligapokal 2000: DFB-Pokal 2000: Deutscher Meister 2000: Ligapokal 2001: Deutscher Meister 2001: Champions League 2001: Weltpokal 2003: DFB-Pokal 2003: Deutscher Meister |
| 2007–2008 | Deutschland     | FC Bayern München       | 2007: Ligapokal 2008: DFB-Pokal 2008: Deutscher Meister |
| 2008–2014 | Schweiz         | Schweiz                 | 2009: Direktqualifikation WM 2013: Direktqualifikation WM |
| - 1985: Trainer des Jahres in der Schweiz - 1997: Welt-Trainer des Jahres - 2001: Welt-Trainer des Jahres - 2001: UEFA-Trainer des Jahres - 2008: Deutschlands Trainer des Jahres - 2014: Trainer des Jahres in der Schweiz |                 |                         | |